# Буенос-Айрес (Коста-Рика)
Буе́нос-А́йрес (ісп. Buenos Aires) — міська громада в Коста-Риці, адміністративний центр однойменного кантону в провінції Пунтаренас. За даними 2011 року, населення становило 21 063 особи.

## Клімат
Громада знаходиться у зоні, котра характеризується вологим тропічним кліматом. Найтепліший місяць — березень із середньою температурою 26,7 °C (80.1 °F). Найхолодніший місяць — жовтень, із середньою температурою 25,3 °С (77.5 °F).
| Клімат Буенос-Айреса    | Клімат Буенос-Айреса | Клімат Буенос-Айреса | Клімат Буенос-Айреса | Клімат Буенос-Айреса | Клімат Буенос-Айреса | Клімат Буенос-Айреса | Клімат Буенос-Айреса | Клімат Буенос-Айреса | Клімат Буенос-Айреса | Клімат Буенос-Айреса | Клімат Буенос-Айреса | Клімат Буенос-Айреса | Клімат Буенос-Айреса |
| Показник                | Січ.                 | Лют.                 | Бер.                 | Квіт.                | Трав.                | Черв.                | Лип.                 | Серп.                | Вер.                 | Жовт.                | Лист.                | Груд.                | Рік                  |
| Середній максимум, °C   | 31,9                 | 33                   | 33,4                 | 32,4                 | 30,9                 | 30,4                 | 30,2                 | 30,5                 | 30,3                 | 29,7                 | 29,8                 | 30,7                 | 31,1                 |
| Середня температура, °C | 25,6                 | 26,1                 | 26,7                 | 26,7                 | 26,1                 | 25,8                 | 25,6                 | 25,7                 | 25,5                 | 25,3                 | 25,4                 | 25,5                 | 25,8                 |
| Середній мінімум, °C    | 19,3                 | 19,1                 | 19,9                 | 21                   | 21,3                 | 21,1                 | 20,9                 | 20,9                 | 20,6                 | 20,8                 | 20,9                 | 20,2                 | 20,5                 |
| Норма опадів, мм        | 34.3                 | 26.7                 | 80.5                 | 208.6                | 433.9                | 404.9                | 372                  | 453.6                | 510.2                | 526.6                | 320.7                | 68.4                 | 3286.7               |
| Днів з дощем            | 19,3                 | 19,1                 | 19,9                 | 21                   | 21,3                 | 21,1                 | 20,9                 | 20,9                 | 20,6                 | 20,8                 | 20,9                 | 20,2                 | 246                  |
| ----------------------- | -------------------- | -------------------- | -------------------- | -------------------- | -------------------- | -------------------- | -------------------- | -------------------- | -------------------- | -------------------- | -------------------- | -------------------- | -------------------- |
| Джерело: Weatherbase    |                      |                      |                      |                      |                      |                      |                      |                      |                      |                      |                      |                      |                      |